# Spermabank

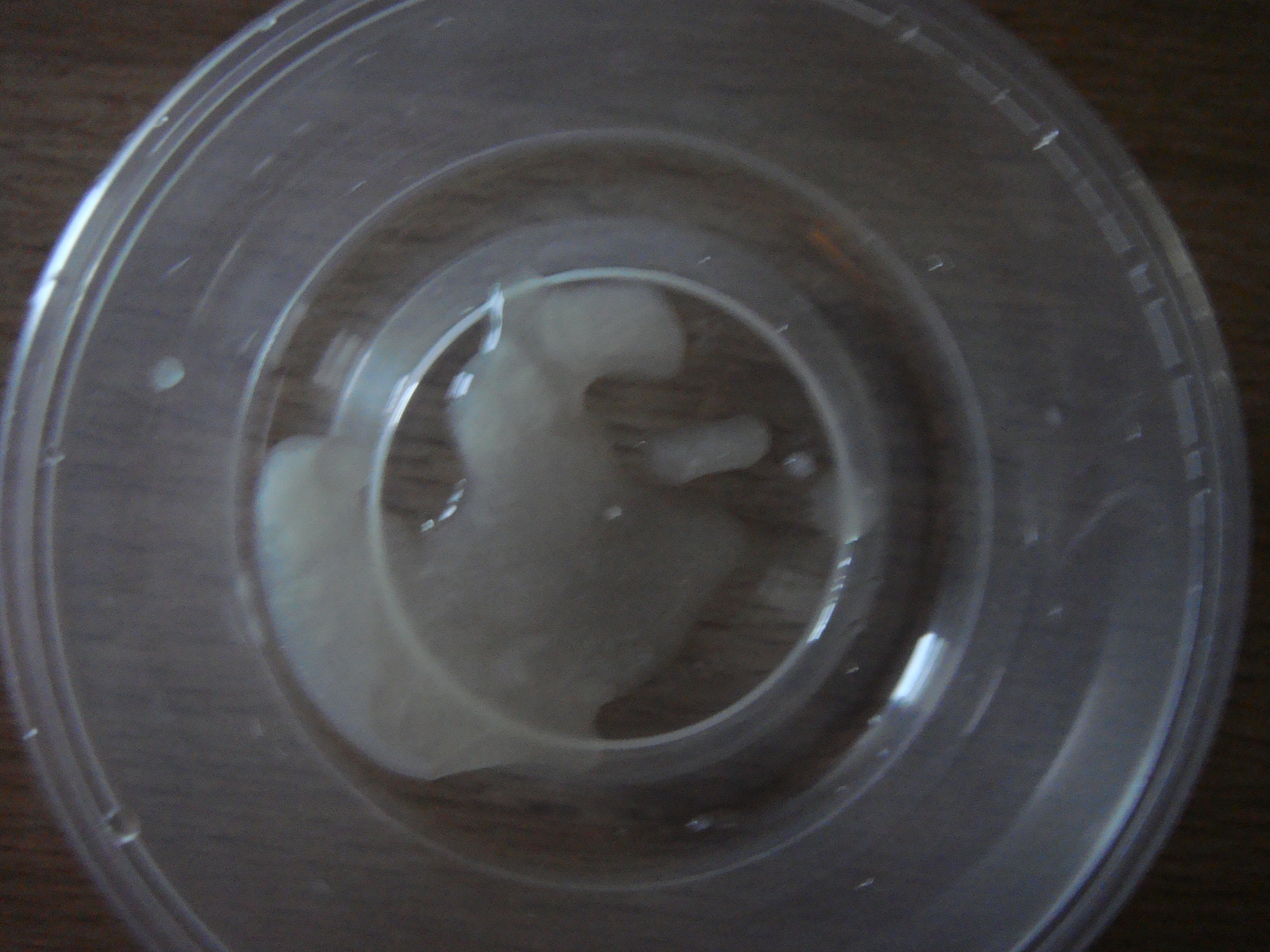
Menselijk sperma in een spermabank

Een spermabank is een opslagplaats voor geconserveerd sperma. Spermabanken zijn vaak gelieerd aan een ziekenhuis. Het opgeslagen sperma wordt gebruikt voor kunstmatige inseminatie met donorsperma (KID). Lesbische stellen, alleenstaande vrouwen en echtparen waarvan de man blijvend geen levende zaadcellen produceert, kunnen na gesprekken met een psycholoog en een medisch onderzoek in aanmerking komen voor een KID-programma. Bij m/v-echtparen wordt een donor (de biologische vader) gezocht, die qua uiterlijk zo veel mogelijk overeenkomt met de man die de opvoedende vader van het kind wordt. De zaaddonoren zijn gezonde mannen van 21 jaar of ouder zonder bekende erfelijke afwijkingen. Het aantal kinderen van dezelfde donor wordt beperkt gehouden. Zo wordt de kans dat kinderen van dezelfde donor elkaar later tegenkomen kleiner gemaakt. Dit zou namelijk kunnen leiden tot incest.
De Amerikaanse (eu)geneticus Hermann Joseph Muller was de eerste die het idee van een spermabank lanceerde.
Er zijn maar slechts enkele westerse landen waar men in een spermabank terecht kan. Deze landen zijn: Australië, België, Canada, Denemarken, Frankrijk, Duitsland, Hong Kong, Nederland, Nieuw-Zeeland, Noorwegen, Spanje, Verenigd Koninkrijk, Verenigde Staten van Amerika, Zweden en Zwitserland. De regelgeving verschilt van land tot land en in sommige gevallen van staat tot staat zoals in Australië.

## Regelgeving

### Nederland
Sinds midden jaren zeventig ontstonden in Nederland diverse spermabanken, aanvankelijk zonder veel wetgeving en met geheimhouding van de donorgegevens.
Per 1 juni 2004 is er in Nederland een wet van kracht geworden aangaande donorinseminaties. Het belangrijkste gevolg hiervan is dat de donor niet meer anoniem is. Donorgegevens worden opgeslagen in een donorpaspoort en ondergebracht bij de Stichting Donorregister Kunstmatige Bevruchting. Een kind dat vanaf juni 2004 via donorinseminatie wordt verwekt kan vanaf 16-jarige leeftijd de gegevens van de donor opvragen. In 2017 kwam aan het licht dat Jonathan Meijer meer dan 100 nakomelingen kon verwekken door als donor op te treden bij 11 verschillende spermabanken. Na dit incident werd aangedrongen op betere (internationale) registratie van donoren.
In Nederland is betaald draagmoederschap verboden. Spermadonoren ontvangen enkel een onkostenvergoeding.

### België
In België kan men anoniem sperma doneren. Deze bescherming van donoren is ingeschreven in artikel 57 van de
wet van 6 juli 2007 betreffende de medisch begeleide voortplanting en de bestemming van de
overtallige embryo's en de gameten. Medici die de identiteit van een donor bekendmaken, schenden hun beroepsgeheim en begaan een misdrijf (art. 458 Sw.). Omdat het Europees Hof voor de Rechten van de Mens het recht erkent van ieder kind om zijn of haar afstamming te kennen, kwam de kwestie voor het Grondwettelijk Hof via een prejudiciële vraag. Bij arrest van 26 september 2024 oordeelde het Hof dat de belangen van het kind voorgingen op die van de donor. De wetgever kreeg tot uiterlijk 30 juni 2027 om de nodige aanpassingen te doen. Tot zolang kunnen fertiliteitscentra geen informatie geven over de identiteit van de donor.